# 黑眶蟾蜍
黑眶蟾蜍（學名：Duttaphrynus melanostictus），是蟾蜍科下的一種，廣泛棲息於農林、低地，城鎮內的校園、溝渠等地方。每到繁殖季節就會成群出沒於溪澗或具水源的地方，雄性發出鳴亮的求偶叫聲，並互相擁抱，一時蔚為奇觀。由於牠較其他蟾蜍更接近人類居住地，而且數目相當多，因此俗語中的癩蛤蟆多指黑眶蟾蜍（在台灣也有指盤古蟾蜍）。

## 外觀描述
黑眶蟾蜍最大的外觀特徵就是自吻部開始有黑色骨質脊棱，一直沿眼鼻腺延伸至上眼瞼並直達鼓膜上方，形成一個黑色的眼眶，故命名。體型中等至大型，顯現明顯的兩性異形，雄性平均體長50至60mm、雌性則可達90mm或以上。有多樣不同的體色，背部多為黃棕色或灰黑色等，上面佈滿黑褐色的雜色花斑，腹部則為乳黃色，皮膚粗糙。吻端鈍圓，頭略寬，上下頷附近均有黑色線，單咽下內藏聲囊。眼後有香腸狀的耳後腺，鼓膜顯著，除頭部外全身均佈滿大小不一的疣粒或小瘤，疣粒及小瘤均有黑色角質刺。在受驚嚇時除耳後腺會分泌出白色毒液外，全身疣粒亦會分泌出毒液以自衛。前肢較細長，後肢則較粗短，均呈圓形，無蹼而僅有半蹼，指尖亦呈黑色。

## 棲地及生態習性
黑眶蟾蜍的適應性強，能在不同環境下生存。主要棲身於闊葉林、河邊草叢及農林等地，亦會出沒在人類活動的地區，如庭院及溝渠等。
全球主要分佈在華東地區，此外在孟加拉、台灣、香港、印度、寮國、澳門、馬來西亞、緬甸、尼泊爾、巴基斯坦、新加坡、斯里蘭卡、泰國、越南及柬埔寨均有發現。亦被引入到印度尼西亞和巴布亞紐幾內亞。在不丹有存疑的記錄。
夜行性，日間主要躲藏在土洞及墻縫中休息，至晚間才外出尋找昆蟲為食，偶而也吃蚯蚓等。少跳躍，多以爬行形式活動。在香港除了紅脖游蛇及眼鏡蛇因不受其毒液影響外，其他蛇類一般不選擇捕食黑眶蟾蜍。
繁殖季節相當長，但多是以春夏兩季為主（2－6月）。每到繁殖季節便成群聚集在較開闊的河邊交配，雄性發出高昂的一系列叫聲以吸引異性。常發生群交現象，一群雄性圍抱著少數雌性，並進行體外受精。
雌蟾多於流水或靜水中產卵，每次可達數千顆，成串念珠狀，黑色卵子則在透明膠質長串中，一般可達8米以上。卵子在水中發育成黃棕色蝌蚪，蝌蚪亦有毒性，體色漸深並慢慢長出四肢及脊棱。

## 用途

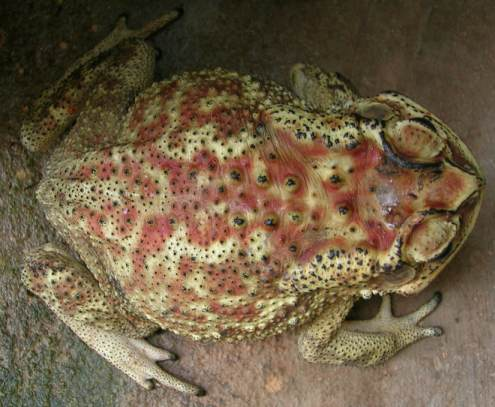
黑眶蟾蜍的背部

蟾蜍的耳後腺及疣粒均藏毒液，把這些白色乳液加工可製成名貴中藥「蟾酥」，可用于解毒消腫等。另外蟾蜍自然蛻下的角質衣膜製成的「蟾衣」亦有藥用效果。此外把黑眶蟾蜍除去內臟後加工製成的「乾蟾」亦是中藥材的一種。

## 分類學
2006年所發表的兩棲類系統發生學研究將原本的蟾蜍屬（Bufo）重新調整，其中的黑框蟾蜍歸類於新設的一屬Duttaphrynus，學名：Duttaphrynus melanostictus。

## 保护
本种于2023年被收录入《有重要生态、科学、社会价值的陆生野生动物名录》。